# Duncan Kennedy
Duncan Kennedy (né en 1942) est un juriste américain et a occupé la chaire Carter de jurisprudence générale à la faculté de droit de Harvard jusqu'en 2015. Aujourd’hui émérite, il est surtout connu comme l’un des fondateurs du mouvement des études juridiques critiques.

## Biographie
Kennedy obtient un BA du Harvard College en 1964 et travaille ensuite pendant deux ans à la CIA qui contrôlait la National Student Association. En 1966, il rejette son « libéralisme de la guerre froide » et quitte la CIA et obtient en 1970 un LL. B. de la faculté de droit de Yale. Après avoir terminé un stage auprès du juge de la Cour suprême Potter Stewart, Kennedy rejoint la faculté de droit de Harvard, devenant professeur titulaire en 1976. En mars 2010, il reçoit un doctorat honoris causa (diplôme honorifique) de l'Université des Andes en Colombie. En juin 2011, il reçoit également un doctorat honoris causa de l'Université du Québec à Montréal au Canada.
Kennedy est membre de l'Union américaine pour les libertés civiles depuis 1967.
En 1977, avec Karl Klare, Mark Kelman, Roberto Unger et d’autres chercheurs, Kennedy fonde le mouvement des études juridiques critiques. En dehors du monde universitaire du droit, il est surtout connu pour sa monographie Legal Education and the Reproduction of Hierarchy célèbre pour sa critique acerbe de l'enseignement juridique américain.